# Bingin Rupit
Bingin Rupit is een bestuurslaag in het regentschap Musi Rawas van de provincie Zuid-Sumatra, Indonesië. Bingin Rupit telt 2008 inwoners (volkstelling 2010).